# Кымсан
Кымса́н (кор. 금산군?, 錦山郡?, Geumsan-gun) — уезд в провинции Чхунчхон-Намдо, Южная Корея.